# کیتلین تارور
کیتلین تارور (انگلیسی: Katelyn Tarver؛ زادهٔ ۲ نوامبر ۱۹۸۹) موسیقی‌دان اهل ایالات متحده آمریکا است.